# Ludwig von Wittich
Friedrich Wilhelm Ludwig von Wittich fue un teniente general prusiano y miembro del Reichstag.

## Biografía
Era hijo del mayor general prusiano Karl August von Wittich (1772-1831) y de su esposa Christiane Johanna Friederike Elisabeth, nacida von Redern (1780-1842).
Wittich recibió su educación en el cuerpo de cadetes y se unió al Ejército prusiano en 1835 como teniente segundo. En 1844 se convirtió en adjunto en la 2.ª División y en 1852 en el Comandamiento General del V Cuerpo de Ejército. Promovido a mayor en 1857, fue transferido al Estado Mayor de la 9.ª División y en 1861 a la misma del V Cuerpo de Ejército, y el 18 de octubre de 1861 fue promovido a teniente coronel.
En 1863 Wittich pasó a ser Jefe de Estado Mayor del II Ejército y en 1864 era jefe del IV Cuerpo de Ejército. Como coronel en este puesto, participó en la guerra austro-prusiana con grandes honores y recibió la orden Pour le Mérite por ello. El 22 de marzo de 1868 fue ascendido a mayor general y comandante de la 49.ª Brigada de Infantería (1.ª Gran Ducal de Hesse), que comandó en la guerra franco-prusiana en las batallas de Vionville, Gravelotte y Noisseville. El 22 de septiembre fue nombrado teniente general, al mando de la 22.ª División. A la cabeza de esta tomó parte en las arduas y prolongadas operaciones del Loire y contra Le Mans entre octubre de 1870 y enero de 1871. En el curso de estas batallas combatió a las órdenes del General von der Tann, el 10 de octubre en la batalla de Artenay, el 11 de octubre en Orléans y el 18 de octubre en el asalto de Châteaudun. El 21 de octubre ocupó Chartres y después luchó a las órdenes del Gran Duque de Mecklemburgo-Schwerin el 2 de diciembre en la batalla de Loigny-Poupry, el 3 y 4 de enero en Orléans, entre el 8 y el 10 en la batalla de Beaugency y contribuyó de forma significativa a las victorias en las batalla de Le Mans (10 a 12 de enero) y de Alençon (15 de enero).
El 18 de marzo de 1872 fue nombrado comandante de la 31.ª División en Estrasburgo y se despidió en abril de 1873. En 1889 el regimiento de infantería "von Wittich" (3.º Kurhessisches) No. 83 fue nombrado en su honor.
Entre 1879 y 1881 fue miembro del Reichstag alemán por el Partido Conservador Alemán y por la circunscripción de Landsberg.
Se casó con Johanna Albertine Luise Anna Hiller von Gaertringen el 16 de junio de 1863 (* 21 de octubre de 1833). Ella era viuda de Anton von Bredelow (1818-1861) e hija del Chambelán Rudolf Hiller von Gaertringen († 27 de octubre de 1866) y de Sophie von Motz. El posterior miembro del parlamento Hans Joachim von Brederlow fue su hijastro.